# Острова Арктического Института
Острова́ Аркти́ческого Институ́та — группа из четырёх островов и нескольких песчаных кос в Карском море. Расположены в 140 км к западу от Таймырского полуострова, входят в состав Красноярского края.
Протяжённость с севера на юг 45 км, максимальная ширина — 18 км. Рельеф — холмистая равнина, максимальная высота достигает 25 м (гора Куцый Нос на западе острова Большой). Насчитывается 13 ручьёв протяженностью более 2 км, самый длинный — 4 км, а также 9 озёр до 250 м в диаметре. Архипелаг окружён песчаными косами, отгораживающими от открытого моря лагуну Спокойную, Мелководную и залив Куцый Нос. Острова сложены ледниковыми и морскими отложениями антропогенного периода. Преобладают арктические тундры. Острова открыты в 1932—1933 годах советской экспедицией на ледокольном пароходе «Александр Сибиряков». Название острова получили в честь Арктического научно-исследовательского института.